# 箭毒羊角拗
箭毒羊角拗（学名：Strophanthus hispidus）是夹竹桃科羊角拗属的植物。分布在非洲以及中国大陆的云南、广东、广西等地，目前已由人工引种栽培。